# Таннис-Песчер

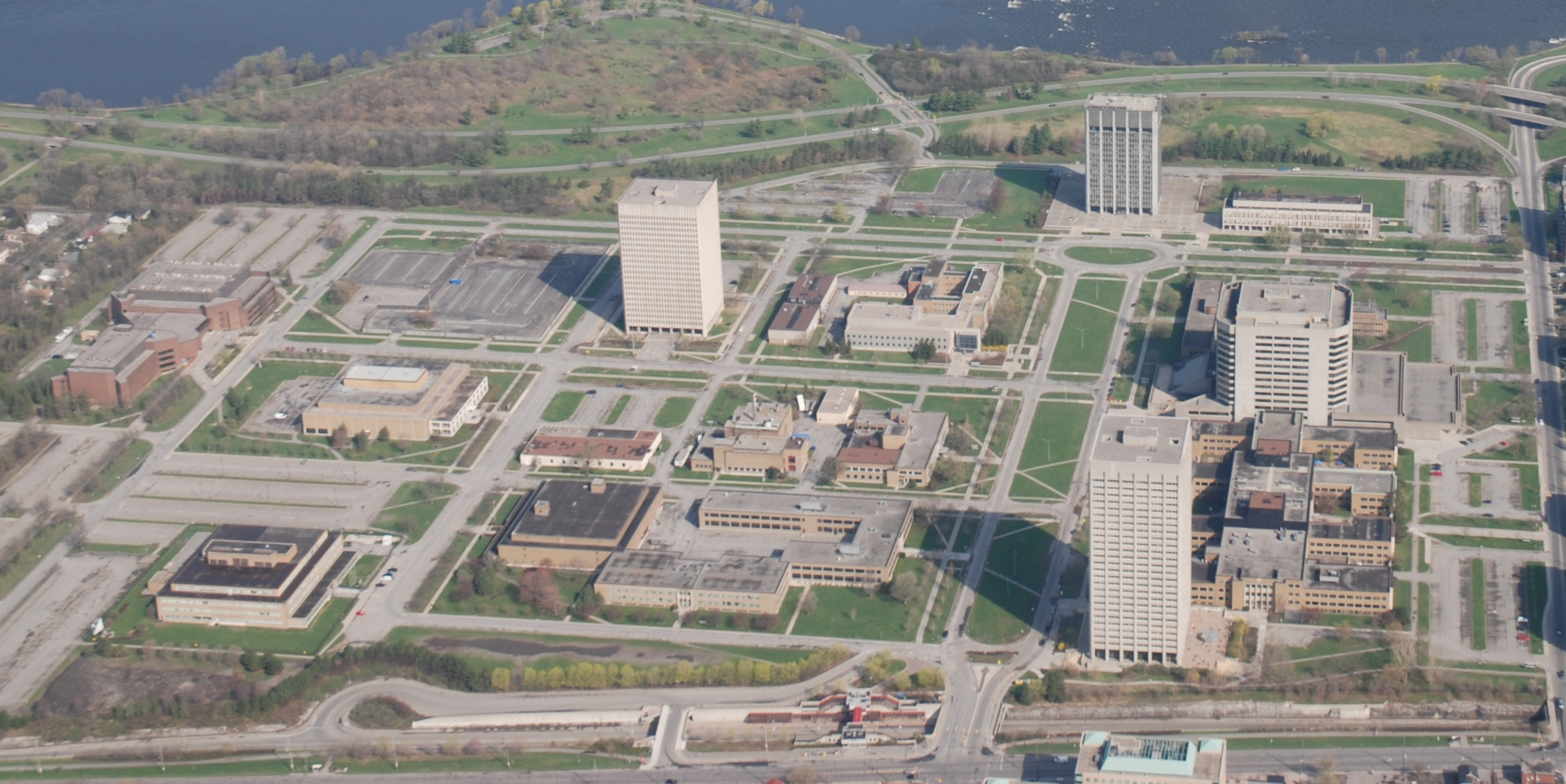
Таннис-Песчер 27 апреля 2008 г. Паркдейл-авеню — вдоль правой границы фотографии; скоростная трасса оттавского автобуса — вдоль нижней границы фото. В верхней части фото — река Оттава.

Таннис-Песчер, англ. Tunney’s Pasture, буквально «Пастбище Танни» — район г. Оттава, в котором расположены исключительно здания федеральных органов власти. В расширительном смысле название распространяется на прилегающие жилые здания. В районе находится одноименный терминал автобусного экспресс-транзита.
Границами района являются Скотт-стрит на юге, Паркдейл-авеню на востоке, шоссе Оттава-Ривер-Паркуэй на севере (идёт вдоль реки Оттава), и Нортуэстерн-авеню на западе. На юге соседствует с районом Айленд-парк.

## История
До развития района в начале 1950-х гг. он был известен как Участок 35, Концессия A, тауншип Непин. Как видно из названия, ранее на месте участка располагалось коровье пастбище. Здесь выпасал свой скот Энтони Танни, приехавший в Канаду из Ирландии в 1867 году.. Здесь он женился и построил дом на Паркдейл-авеню 201. Владелец земельного участка, Оттавская ассоциация торговцев лесопильным товаром, наняла Танни в качестве управляющего участком и позволила ему выпасать скот. Хотя Танни со временем получил право приобретательской давности на участок, поскольку он платил за него земельный налог, он никогда им не воспользовался, и в конце концов участок приобрело Правительство Канады.

## Галерея изображений

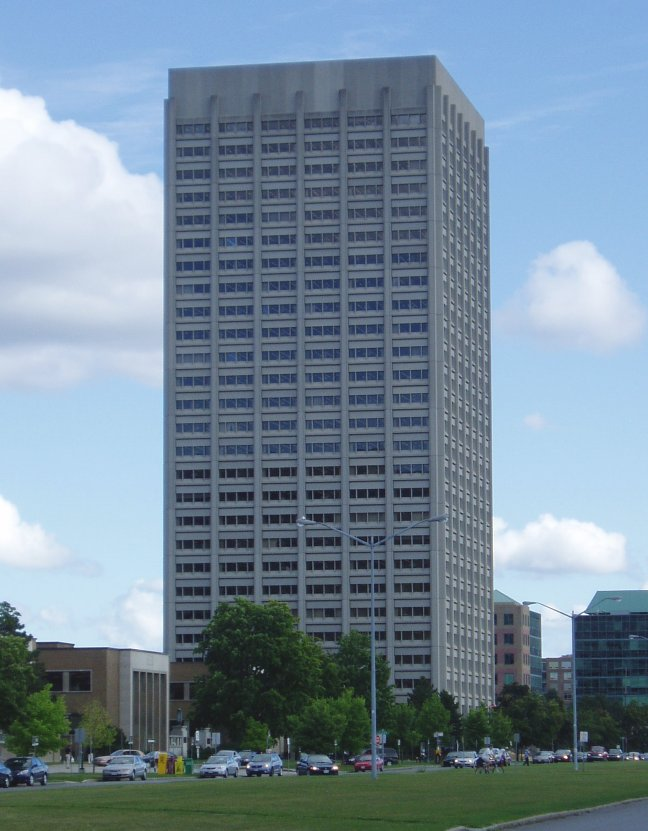
Здание Р.Х.Коутса
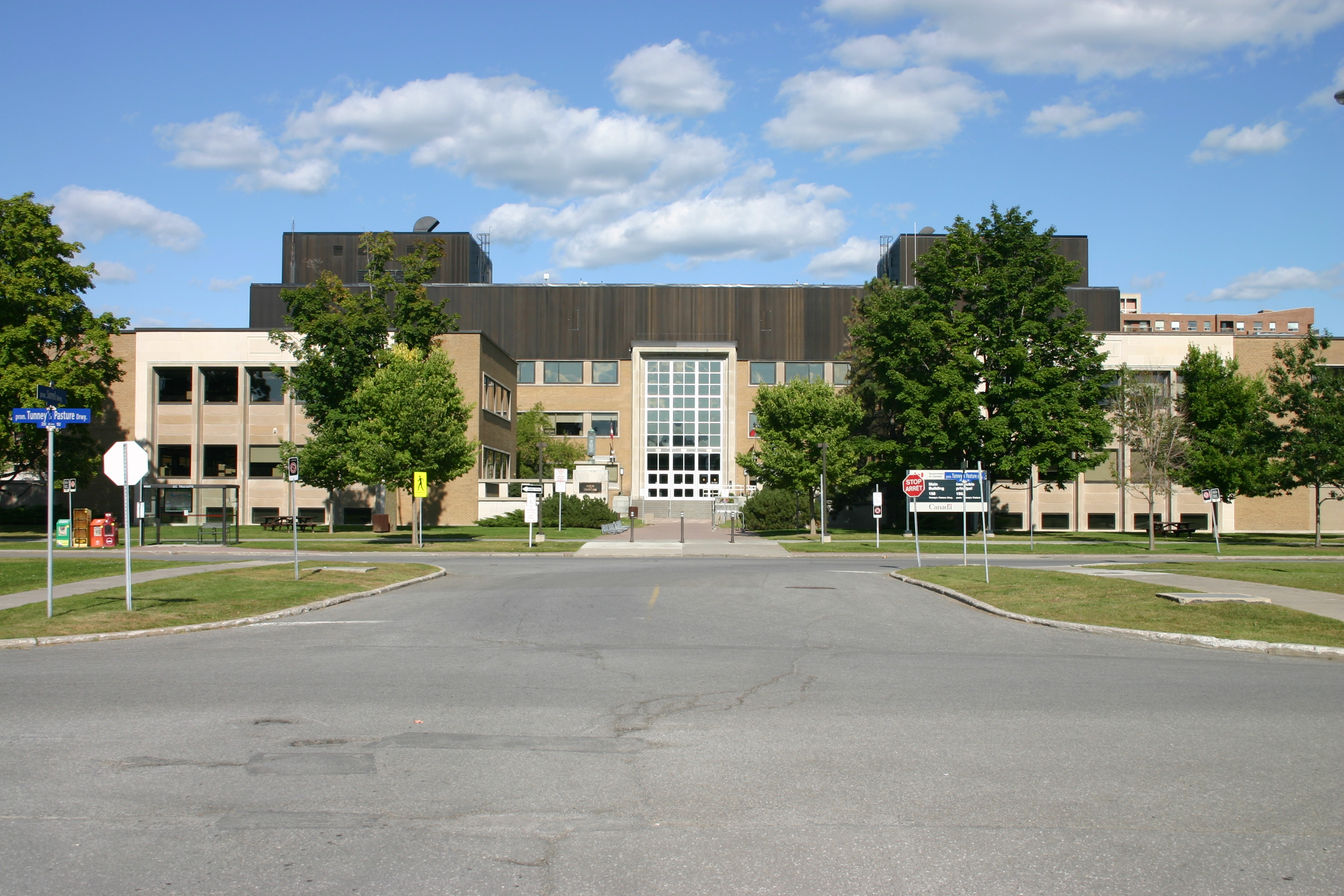
Главное здание
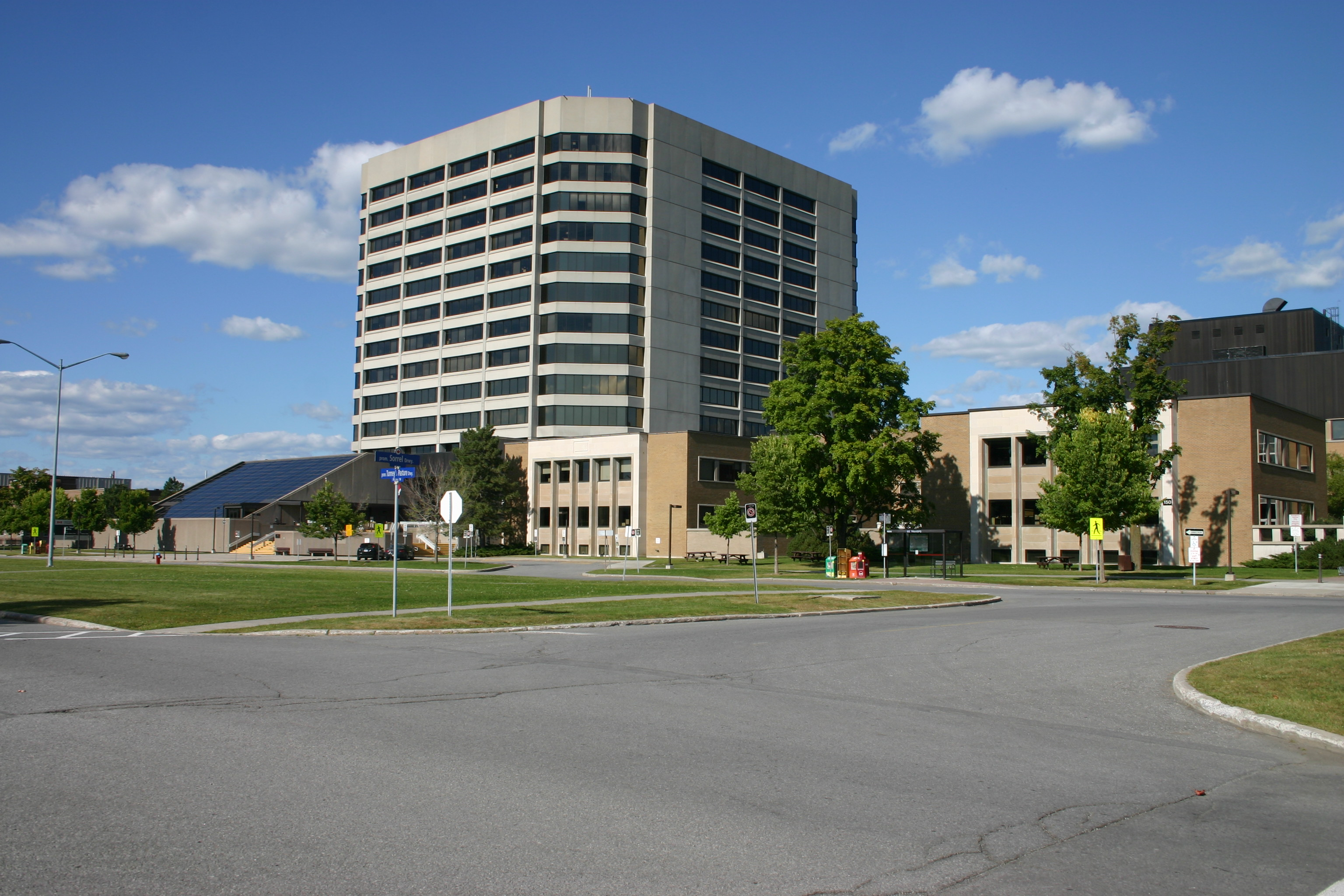
Здание Жана Талона
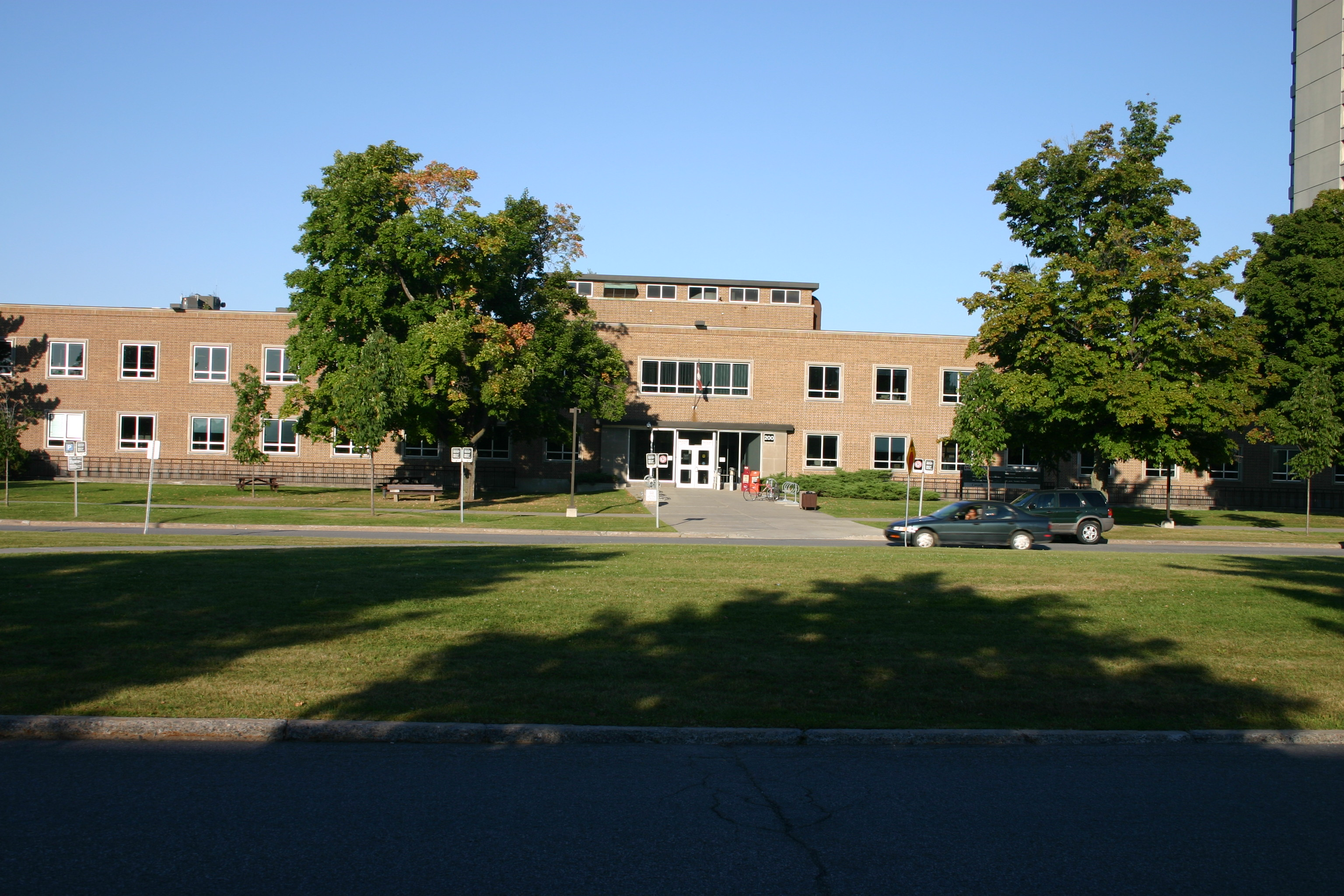
Здание агентства здравоохранения